# محمد نور بن ضيف الله
محمد نور بن ضيف الله أو محمد نور ود ضيف الله (1139 هجريًا - 1224 هجريًا) هو مؤرخٌ وفقيهٌ على المذهب المالكي من أهل السودان. يُعد كتاب «طبقات ود ضيف الله» أحد المصادر الأساسية التي يُعتمد عليها في معرفة حركة المجتمع السوداني في جميع جوانبه في فترة الفُنج (1504 - 1821).

## سيرته
وُلد محمد نور بن ضيف الله بن محمد بن ضيف الله بن علي الحلفاوي (أو كما ذُكر على مقدمة كتابه الطبقات محمد ود ضيف الله بن محمد الجعلي الفضلي) في حلفاية الملوك عام 1139 هجريًا الموافق 1726 ميلاديًا. تذكر المصادر أنَّ والده كان فقيهًا ورعًا ومتصوفًا، وله مساهماته العلمية في ذلك الوقت، فكان قد وضع حاشية لكتاب «مختصر خليل»، كما تذكر أنه «سلك طريق القوم على النهج (القادري الشاذلي) شأنه شأن الفقيه الداعية الشيخ (خوجلي عبد الرحمن)، وكان ملمًا بمسائل الفقه والتصوف ومعلمًا لهما. كما له باع في شؤون الإفتاء وقد تولى القضاء فترة من الزمن»، وتكمل أنَّ محمد نور قد سار «على نهج والده ومشربه التصوفي، فقد عُرف كوالده قاضياً وفقيهاً ومتصوفاً، له أحكامه المشهورة في العديد من المسائل والنزاعات بين مختلف الأطراف آنذاك في مسائل الميراث والتوريث والأطيان». كان محمد قد نبغ في الفقه، وصار حجةً في المذهب المالكي. جده هو ضيف الله بن علي، وتذكر المصادر أنَّ جده أول من درس الفقه بجامع الحلفايا شمال الخرطوم.
تذكر المصادر أنه كان قد عيّن قاضيًا في أيام الشيخ ناصر بن الأمين ودمسمار، وعزله الشيخ ناصر لخلافٍ في مسألة فقهية مع بعض علماء عصره. كما تذكر أنَّ مشايخ قبيلة العبدلاب كانوا قد عهدوا له بالإفتاء في بعض قضايا التمليك.
كان قد وصفه أحمد بن الحاج أبو علي المعروف بكاتب الشونة عند وفاته، قائلًا «حافظ المذهب والشريعة، المحقق المحرر العالم الرباني، شيخ الإسلام، فريد العصر». كما يذكر تقريرٌ لصحيفة الراكوبة «إن (صاحب الطبقات) هو سليل العلماء ونسل الأنقياء لم يكن له خليفة بعده بمعنى هذه الكلمة، بل قال له والده بحياته عبارة “إذا مُت صل عليَّ” أي تولَّ خلافتي. وتوارثت هذه العبارة بين (أولاد ضيف الله)، حيث ولى (ود ضيف الله) ابن أخيه الشيخ (الحسن بن نور الدين) خلافته، الذي كان يعمل قاضياً في محكمة الخرطوم. ومن الغريب والملفت للانتباه أن (صاحب الطبقات) لا توجد لديه قبة خاصة به كباقي الشيوخ ليدفن بها، بل توجد قبة تتبع إلى مسجده العتيق الذي تم إنشاؤه في عهد المشير (جعفر محمد نميري) من قبل الخيرين ومنهم الشيخ (دفع الله الصائم) حيث تم دفنه في مقبرة جوار مسجده، وكان يدفن معه عامة الناس حتى تم منع الدفن بها وتسويرها، وتضم هذه المقبرة الشيخ (محمد نور ود ضيف الله) وثمانية من رفاة العلماء الصالحين والفقهاء، وكان (صاحب الطبقات) فقيهاً وحجة في المذهب المالكي، وقد وصفه صاحب كتاب (الشونة) بأنه صاحب المذهب والشريعة، شيخ الإسلام فريد عصره».
تُوفي محمد نور بسبب الحمى الصفراء عام 1224 هجريًا الموافق 1809 ميلاديًا، وقبره يُوجد بجوار مسجده العتيق، الذي يُعد مركزًا دينيًا وتعليميًا بالحلفايا.

## مؤلفاته
كان قد وضع عددًا من المؤلفات، ومنها:
- «الطبقات: في خصوص الأولياء والصالحين والعلماء والشعراء في السودان» ويُعرف أيضًا باسم «طبقات ود ضيف الله»، والذي يُعد من أهم الآثار المكتوبة، وأحد المصادر الأساسية التي يُعتمد عليها في معرفة حركة المجتمع السوداني في جميع جوانبه في فترة الفُنج (1504 - 1821).[3]
- «كتاب الصالحين»، لم يصل إلينا.
- «لطائف المنن»، لم يصل إلينا.
- «نبذة في السيرة»، لم يصل إلينا.